# Ilona Elek
Ilona Elek-Schacherer (17 de mayo de 1907-24 de julio de 1988) fue una deportista húngara que compitió en esgrima, especialista en la modalidad de florete.
Participó en tres Juegos Olímpicos de Verano entre los años 1936 y 1952, obteniendo en total tres medallas: oro en Berlín 1936, oro en Londres 1948 y plata en Helsinki 1952. Ganó 18 medallas en el Campeonato Mundial de Esgrima entre los años 1933 y 1956.

## Palmarés internacional
| Juegos Olímpicos   | Juegos Olímpicos        | Juegos Olímpicos  | Juegos Olímpicos    |
| Año                | Lugar                   | Medalla           | Prueba              |
| ------------------ | ----------------------- | ----------------- | ------------------- |
| 1936               | Berlín (Alemania)       | Medalla de oro    | Florete individual  |
| 1948               | Londres (Reino Unido)   | Medalla de oro    | Florete individual  |
| 1952               | Helsinki (Finlandia)    | Medalla de plata  | Florete individual  |
| Campeonato Mundial |                         |                   |                     |
| Año                | Lugar                   | Medalla           | Prueba              |
| 1933               | Budapest (Hungría)      | Medalla de oro    | Florete por equipos |
| 1934               | Varsovia (Polonia)      | Medalla de oro    | Florete individual  |
| 1934               | Varsovia (Polonia)      | Medalla de oro    | Florete por equipos |
| 1935               | Lausana (Suiza)         | Medalla de oro    | Florete individual  |
| 1935               | Lausana (Suiza)         | Medalla de oro    | Florete por equipos |
| 1936               | San Remo (Italia)       | Medalla de plata  | Florete por equipos |
| 1937               | París (Francia)         | Medalla de oro    | Florete por equipos |
| 1937               | París (Francia)         | Medalla de plata  | Florete individual  |
| 1948               | La Haya (Países Bajos)  | Medalla de plata  | Florete por equipos |
| 1951               | Estocolmo (Suecia)      | Medalla de oro    | Florete individual  |
| 1951               | Estocolmo (Suecia)      | Medalla de plata  | Florete por equipos |
| 1952               | Copenhague (Dinamarca)  | Medalla de oro    | Florete por equipos |
| 1953               | Bruselas (Bélgica)      | Medalla de oro    | Florete por equipos |
| 1954               | Luxemburgo (Luxemburgo) | Medalla de oro    | Florete por equipos |
| 1954               | Luxemburgo (Luxemburgo) | Medalla de plata  | Florete individual  |
| 1955               | Roma (Italia)           | Medalla de oro    | Florete por equipos |
| 1955               | Roma (Italia)           | Medalla de bronce | Florete individual  |
| 1956               | Londres (Reino Unido)   | Medalla de bronce | Florete por equipos |